# Leroy (Wisconsin)
Leroy es un pueblo ubicado en el condado de Dodge en el estado estadounidense de Wisconsin. En el Censo de 2010 tenía una población de 1.002 habitantes y una densidad poblacional de 10,34 personas por km².

## Geografía
Leroy se encuentra ubicado en las coordenadas 43°34′54″N 88°35′32″O / 43.58167, -88.59222. Según la Oficina del Censo de los Estados Unidos, Leroy tiene una superficie total de 96.86 km², de la cual 93.62 km² corresponden a tierra firme y (3.35%) 3.25 km² es agua.

## Demografía
Según el censo de 2010, había 1.002 personas residiendo en Leroy. La densidad de población era de 10,34 hab./km². De los 1.002 habitantes, Leroy estaba compuesto por el 99% blancos, el 0% eran afroamericanos, el 0% eran amerindios, el 0.3% eran asiáticos, el 0% eran isleños del Pacífico, el 0.7% eran de otras razas y el 0% pertenecían a dos o más razas. Del total de la población el 2.5% eran hispanos o latinos de cualquier raza.